# Гінда (Каліфорнія)
Гінда (англ. Guinda) — переписна місцевість (CDP) в США, в окрузі Йоло штату Каліфорнія. Населення — 245 осіб (2020).

## Географія
Гінда розташована за координатами 38°49′39″ пн. ш. 122°11′55″ зх. д. / 38.82750° пн. ш. 122.19861° зх. д. (38.827456, -122.198492).  За даними Бюро перепису населення США в 2010 році переписна місцевість мала площу 7,53 км², уся площа — суходіл.

## Демографія
Згідно з переписом 2010 року, у переписній місцевості мешкали 254 особи в 104 домогосподарствах у складі 73 родин. Густота населення становила 34 особи/км².  Було 123 помешкання (16/км²).
Расовий склад населення:
| - 68,9 % — білих - 10,2 % — чорних або афроамериканців - 0,4 % — вихідців з тихоокеанських островів - 0,4 % — азіатів - 16,9 % — осіб інших рас |

До двох чи більше рас належало 3,1 %. Частка іспаномовних становила 26,8 % від усіх жителів.
За віковим діапазоном населення розподілялося таким чином: 18,1 % — особи молодші 18 років, 61,0 % — особи у віці 18—64 років, 20,9 % — особи у віці 65 років та старші. Медіана віку мешканця становила 50,8 року. На 100 осіб жіночої статі у переписній місцевості припадало 103,2 чоловіків;  на 100 жінок у віці від 18 років та старших — 108,0 чоловіків також старших 18 років.
За межею бідності перебувало 13,2 % осіб, у тому числі 19,1 % дітей у віці до 18 років та 0,0 % осіб у віці 65 років та старших.
Цивільне працевлаштоване населення становило 217 осіб. Основні галузі зайнятості: освіта, охорона здоров'я та соціальна допомога — 25,3 %, сільське господарство, лісництво, риболовля — 25,3 %, будівництво — 15,7 %, публічна адміністрація — 12,0 %.